# 明讯大厦
3°9′29″N 101°42′47″E / 3.15806°N 101.71306°E
明讯大厦位于马来西亚吉隆坡安邦路，是马来西亚明讯通訊公司及丹戎有限公司总部。该建筑是由城中城房地产控股有限公司（KLCCP）於第一期吉隆坡城中城计划工程开始兴建。明讯大厦是由Impian Klasik私人有限公司所拥有，丹戎有限公司持有67％的股份，城中城房地产控股有限公司持有33％的股权。明讯大厦位于吉隆坡城中城北角，与双峰塔毗鄰。由于明讯大厦位于双峰塔周边，明讯大厦采用了铝和玻璃幕墙作为建筑覆面。

## 大厦內的承租戶
- Powertek Bhd（43樓）
- Lingui Developments Berhad（42樓）
- ORG UTSB Management Sdn Bhd（40樓）
- Yayasan DayaDiri（39樓）
- 丹戎有限公司（39樓）
- Usaha Tegas Sdn. Bhd.（37-38、40樓）
- Utama Banking Group（33樓）
- Pertamina Internasional EP（32B室）
- 必和必拓（31樓）
- 瑞穗銀行（27樓）
- CEO Suite虛擬辦公室（26、36樓）
  - Cleanwater（3609室）
  - 高盛（26樓部分）
- TGV Cinemas Sdn Bhd（26樓）
- 科尔尼公司
- EnQuest（12樓）
- 中國工商銀行（10、34-35樓）
- 明訊（8、11、14-25樓）
- 嘉實多（6、35樓）
- 阿提哈德航空（504室）
- Fitness First（3、4樓）
- 荷蘭銀行（1樓）
- Verigy (Malaysia) Sdn Bhd